# Mecodina variata
Mecodina variata là một loài bướm đêm trong họ Erebidae.